# Jerzy Piórecki
Jerzy Piórecki (ur. 11 stycznia 1939 lub 1933 w Mściowie) – polski biolog, założyciel i wieloletni dyrektor (1975–2001) Arboretum w Bolestraszycach, profesor Uniwersytetu Rzeszowskiego do 2013.
W 1966 ukończył studia na Uniwersytecie Marii Curie-Skłodowskiej w Lublinie, doktoryzował się w 1975, habilitował w 1986, w 1992 mianowany profesorem nadzwyczajnym. Współtwórca idei utworzenia Parku Krajobrazowego Pogórza Przemyskiego oraz projektowanego Turnickiego Parku Narodowego. Zinwentaryzował ponad 700 założeń dworsko-ogrodowych na Podkarpaciu i kilkaset na dawnych Kresach.
W 2020 otrzymał Doroczną Nagrodę Ministra Kultury i Dziedzictwa Narodowego.

## Publikacje
- Zabytkowe ogrody i parki województwa przemyskiego, Rzeszów 1989
- Ogrody i parki województwa krośnieńskiego, Bolestraszyce 1998